# 平背乡
平背乡，是中华人民共和国湖南省郴州市安仁县下辖的一个乡镇级行政单位。

## 行政区划
平背乡下辖以下地区：
长冈村、五渡村、坎上村、平背村、向阳村、台冈村、石陂村、桐冲村、朴塘村、黄田村和岩下村。